# Kim Graham
Kimberly Elaine „Kim“ Graham-Miller (* 26. März 1971 in Durham) ist eine ehemalige US-amerikanische Sprinterin, die sich auf den 400-Meter-Lauf spezialisiert hat. Ihre größten Erfolge feierte sie mit der US-amerikanischen 4-mal-400-Meter-Staffel.
1995 gewann sie bei den Weltmeisterschaften in Göteborg die Goldmedaille. Sie war Startläuferin in der Staffel mit Rochelle Stevens, Camara Jones und Jearl Miles-Clark, die in 3:22,29 min die Mannschaften aus Russland und Australien auf die Plätze verwies.
Ein Jahr später bei den Olympischen Spielen 1996 in Atlanta wurde sie Olympiasiegerin. Die US-Staffel schlug in der Aufstellung Rochelle Stevens Maicel Malone-Wallace, Kim Graham und Jearl Miles-Clark in einer Zeit von 3:20,91 min die Staffeln aus Nigeria und Deutschland knapp.
Bei den Weltmeisterschaften 1997 in Athen gelang es der US-Staffel nicht, ihren Weltmeistertitel zu verteidigen. Mit einer Zeit von 3:21,03 min blieben  Maicel Malone-Wallace, Kim Graham, Kim Batten, Jearl Miles-Clark nur 9 Hundertstelsekunden hinter der siegreichen deutschen Staffel um Anke Feller, Uta Rohländer, Anja Rücker und Grit Breuer.
Kim Graham hatte bei einer Körpergröße von 1,63 m ein Wettkampfgewicht von 58 kg. Sie stammt aus einer sportlichen Familie. Ihr jüngerer Bruder Jay Graham spielte American Football in der NFL.

## Bestzeiten
- 200 m: 23,31 s, 7. Juli 1993, Lausanne
- 400 m: 50,69 s, 21. Juni 1998, New Orleans